# Cleruchus subterraneus
Cleruchus subterraneus är en stekelart som beskrevs av Gennaro Viggiani 1974. Cleruchus subterraneus ingår i släktet Cleruchus och familjen dvärgsteklar. Inga underarter finns listade i Catalogue of Life.